# 1983
| 1983                                                         |
| ------------------------------------------------------------ |
| Dødsfald - Fødsler                                           |
| • Begivenheder • Film • Litteratur • Musik • Politik • Sport |

| Gregoriansk kalender | 1983 MCMLXXXIII         |
| Ab urbe condita      | 2736                    |
| Armensk kalender     | 1432 ԹՎ ՌՆԼԲ            |
| Kinesiske kalender   | 4679 – 4680 壬戌 – 癸亥 |
| Etiopisk kalender    | 1975 – 1976             |
| Jødisk kalender      | 5743 – 5744             |
| Hindukalendere       |                         |
| - Vikram Samvat      | 2038 – 2039             |
| - Shaka Samvat       | 1905 – 1906             |
| - Kali Yuga          | 5084 – 5085             |
| Iransk kalender      | 1361 – 1362             |
| Islamisk kalender    | 1404 – 1405             |

Regerende dronning i Danmark: Margrethe 2. 1972-2024
Se også 1983 (tal)

## Begivenheder
- Internet Domain Name System opfindes af Paul Mockapetris.
- Demokratisk reformparti ved magten i Argentina
- Hesselø-konflikten bryder ud. Sveriges statsminister Olof Palme mener, at Hesselø ifølge freden i Roskilde er svensk.

### Januar
- 3. januar - det amerikanske firma Apple Computer fremstiller "Lisa" - den første computer med tilhørende "mus"
- 6. januar – Flere steder i Europa bliver der målt varmerekord for måneden. I Prag – er varmeste dag i 200 år 12,8 plusgrader. I Hamburg – varmeste dag i 117 år med 12,2 grader. I København – den varmeste dag siden 1938 med 11,4 grader.
- 11. januar – BZ'ere i Allotria-huset på Nørrebro i København snyder politiet, der med 400 betjente stormer huset – forberedt på kamp
- 18. januar - under en voldsom storm bliver det 250 kvadratmeter store og to tons tunge tag på bygningen mellem Slotskirken og Christiansborg i København blæst af

### Marts
- 8. marts - den amerikanske præsident Ronald Reagan omtaler Sovjetunionen som "det onde imperium"
- 15. marts - historiens længste neddykkede ubådspatrulje bliver afsluttet af den engelske ubåd Warspite, der har været neddykket siden den 25. november 1982. Den 111 døgn lange patrulje bestod af en tur på 57.085 km i Sydatlanten
- 22. marts - Chaim Herzog, født i Belfast, bliver valgt som præsident for staten Israel
- 23. marts - USA’s præsident Ronald Reagan erklærer sin støtte til et revolutionerende forsvarssystem, det såkaldte ”stjernekrigsprojekt” (SDI), til beskyttelse af USA mod sovjetiske angreb og meddeler, at USA vil sætte gang i udviklingen af det stærkt omdiskuterede raketforsvarssystem
- 28. marts - Giovanni Vigliotto idømmes 28 års fængsel for svindel, 6 år for bigami og en bøde på 3,4 millioner kr. I perioden fra 1949-81 havde han indgået ægteskab med i alt 104 kvinder, hvilket (1997) er rekord for bigami
- 31. marts - i protest mod NATOs planer om opstilling af nye atomraketter som led i dobbeltbeslutningen danner 80.000 demonstranter en levende mur uden for den amerikanske flybase Greenham Common i England

### April
- 4. april - den anden rumfærge, Challenger, opsendes fra Cape Canaveral
- 5. april - Piloten på et dansk F-16 jagerfly overlever et styrt ved at kaste sig ud med katapultsæde. Flyet var blevet ramt af et kraftigt lyn, som forårsagede styrtet
- 17. april - Indien opsender sin første satellit
- 18. april - ved en selvmordsaktion sprænges en bilbombe ved den amerikanske ambassade i Beirut. 63 omkommer og over 100 kvæstes.
- 22. april - det vesttyske nyhedsmagasin Stern hævder, at "Hitlers dagbøger" er fundet. De viser sig kort efter at være forfalskninger
- 25. april - i Lille i Frankrig bliver verdens første fuldautomatiske og førerløse undergrundsjernbane taget i brug
- 25. april - Pioneer 10 når forbi Plutos kredsløb
- 25. april - den amerikanske skolepige Samantha Smith inviteres til Sovjetunionen af dets leder Jurij Andropov efter hun i et åbent brev har beskrevet sin frygt for atomkrig

### Maj
- 10. maj - Amaliehaven i København åbnes
- 20. maj - opdagelsen af det virus, der forårsager AIDS, offentliggøres
- 24. maj - IRA bombe eksploderer på Andersonstown politistation i Belfast
- 25. maj - over 300 mister livet ved en færgebrand på Nilen. Der var flere hundrede om bord på færgen fra Aswan til Wadi Haifa i Sudan. Mange springer over bord i den krokodillefyldte flod. 325 bliver reddet.

### Juni
- 8. juni - udlændingeloven, nr. 226, forbedrede asylansøgeres retsstilling betydeligt
- 9. juni -  Margaret Thatcher og de konservative genvælges med en overbevisende valgsejr
- 13. juni - Pioneer 10 forlader solsystemet som det første rumfartøj nogensinde
- 14. juni - Indiens premierminister Indira Gandhi afslutter 4 dages besøg i Danmark
- 16. juni - Generalsekretær for Sovjetunionens kommunistiske parti Jurij Andropov udpeges til præsident for Sovjetunionen
- 16. juni - den selvejende institution Mødrehjælpen stiftes. Den afløser en tidligere organisation, som blev nedlagt i 1976
- 18. juni - Astrofysikeren Sally Ride sendes ud i rummet på STS-7-missionen, med rumfærgen Challenger som den første amerikanske kvindelige astronaut
- 21. juni - rivaliserende fraktioner inden for PLO støder sammen i Bekaa-dalen i det østlige Libanon. Hundreder af oprørske soldater stormede 8 PLO-baser. De Arafat-tro forsvarere hævdede, at angriberne blev beskyttet af syriske tanks. Et par dage senere blev PLO-lederen Yasser Arafat udvist af Syrien
- 24. juni - Syrien udviser PLO-lederen Yasser Arafat
- 24. juni - rumfærgen "Challenger" med en besætning på fem - heriblandt 1 kvinde - lander problemfrit i Californien

### Juli
- 8. juli – Grøn Koncert afholdes for første gang på Løkken Stadion, i Løkken

### August
- 3. august - den svenske statsminister Olof Palme sender skarp protest til den danske regering om at standse olieefterforskninger ved Hesselø, indtil grænsedragningen er forhandlet
- 4. august - Italien vælger sin første socialistiske statsminister siden 1946

### September
- 1. september - Sovjetunionens luftvåben nedskyder det civile sydkoreanske passagerfly KAL 007, som er kommet ud af kurs; alle 269 ombordværende dræbes ved nedskydningen
- 10. september - Johannes Paul II indleder besøg i Wien - det første pavebesøg i mere end 200 år
- 19. september - Saint Kitts og Nevis bliver selvstændigt
- 27. september - Open source-softwareprojektet GNU annonceres officielt.

### Oktober
- 4. oktober - den første Hooters restaurant åbner i Clearwater, Florida
- 6. oktober - Englands konservative regeringsparti rystes ved meddelelsen om, at den 52-årige handelsminister Cecil Parkinson har besvangret sin sekretær, Sara Keays
- 12. oktober - Japans tidligere ministerpræsident Tanaka idømmes 4 års fængsel for modtagelse af bestikkelse fra flyfabrikken Lockheed
- 25. oktober – USA invaderer Grenada
- 27. oktober - USA's senat vedtager et krav om, at præsident Ronald Reagan inden 60 dage trækker de amerikanske tropper, som har invaderet Grenada, tilbage
- 30. oktober - Jordskælv i Tyrkiet kræver 1.500 menneskeliv og gør 50.000 hjemløse.

### November
- 2. november – NATO begynder Able Archer-øvelsen
- 15. november - den tyrkiske republik Nord-Cypern bliver grundlagt
- 26. november - ved det største kup i Storbritanniens historie bliver guldbarrer til en værdi af 475 millioner kr. stjålet uden for Heathrow Lufthavn i London
- 28. november - kl. 07.00 om morgenen passerer Canadas befolkningstal 25 millioner
- 29. november - Socialminister Palle Simonsen får kys og røde roser af kvindelige politikere, da Folketinget vedtager hans lov om udvidelse af barselsorloven fra 14 til 24 uger

### December
- 15. december - Statsminister Poul Schlüter udskriver folketingsvalg til afholdelse 10. januar 1984, da regeringens forslag til finanslov stemmes ned i Folketinget
- 17. december - IRA bomber Harrods stormagasinet i London og dræber 6 personer
- 31. december - det britiske protektorat Brunei på Borneo bliver en selvstændig stat under sultan Hassanal Bolkiah

## Født

### Januar
- 1. januar – Daniel Jarque, spansk fodboldspiller (død 2009).
- 2. januar – Kate Bosworth, amerikansk skuespillerinde.
- 4. januar – Kasper Risgård, dansk fodboldspiller.
- 4. januar – Neil Wood, engelsk fodboldspiller.
- 4. januar – Chris Kemoeatu, amerikansk fodboldspiller.
- 4. januar – Kristian Meisler, dansk fodboldspiller.
- 4. januar - Mette Alvang, dansk skuespillerinde.
- 5. januar – Ben Muirhead, engelsk fodboldspiller.
- 5. januar - Andreas Ulnits Fabild, dansk skuespiller.
- 6. januar – Sven Krauß, tysk cykelrytter.
- 6. januar – Alexandre Pichot, fransk cykelrytter.
- 6. januar – Volodymyr Dyudya, ukrainsk cykelrytter.
- 6. januar – Saul Raisin, amerikansk cykelrytter.
- 8. januar – Chris Mordetzky, amerikansk fribryder.
- 9. januar - Rona-Lee Shim’on, israelsk skuespillerinde.
- 11. januar – Adrian Sutil, tysk racerkører.
- 12. januar – Giovanni Visconti, italiensk cykelrytter.
- 12. januar – Bryan Bergougnoux, fransk fodboldspiller.
- 13. januar – Emilien Benoit Berges, fransk cykelrytter.
- 13. januar – Ronny Turiaf, fransk basketballspiller.
- 14. januar – Mauricio Soler, colombiansk landevejsrytter.
- 14. januar – Maxime Monfort, belgisk cykelrytter.
- 15. januar – Sebastian Svärd, dansk fodboldspiller.
- 15. januar - Rasmus Bruun, dansk journalist, skuespiller og radiovært.
- 17. januar – Chris Rolfe, amerikansk fodboldspiller.
- 17. januar – Jevgenij Dementjev, russisk langrendsløber.
- 17. januar – Peter Hummelgaard, dansk ungdomspolitiker.
- 18. januar – Thomas Hansen, dansk fodboldspiller.
- 19. januar – Hikaru Utada, japansk popsanger.
- 20. januar - Burhan G, dansk sanger.
- 21. januar – Wafande, dansk reggae- og soulsanger og sangskriver.
- 23. januar – Irving Saladino, panamansk længdespringer.
- 23. januar – David Firth, britisk internetstjerne.
- 24. januar – Shaun Maloney, malaysisk-skotsk fodboldspiller.
- 25. januar – Justin Vincent, amerikansk footballspiller.
- 29. januar – Sileshi Sihine, etiopisk langdistanceløber.
- 29. januar - Sara Masoudi, dansk skuespillerinde.
- 30. januar – Thomas Mogensen, dansk håndboldspiller.
- 30. januar – Steve Morabito, dansk cykelrytter.
- 30. januar – Thomas Lundbye, dansk fodboldspiller.

### Februar
- 1. februar – Iveta Benešová, tjekkisk tennisspiller.
- 1. februar – Mathieu Drujon, fransk cykelrytter.
- 1. februar – Marilou Berry, fransk skuespiller.
- 2. februar – Carolina Klüft, svensk atlet.
- 2. februar – Christian Klien, østrigsk racerkører.
- 3. februar – Scott Paxson, amerikansk footballspiller.
- 5. februar – Roberto Saraiva Fagundas, brasiliansk fodboldspiller.
- 6. februar – Brodie Croyle, amerikansk footballspiller.
- 8. februar – Atiba Hutchinson, canadisk fodboldspiller.
- 10. februar – Bless, amerikansk hip hop-kunstner og rapper.
- 11. februar - Nicki Clyne, britisk skuespillerinde.
- 12. februar – Svetlana Koroleva, russisk model og skønhedsdronning.
- 12. februar – Jacob Sørensen, dansk fodboldspiller.
- 14. februar – Bacary Sagna, fransk fodboldspiller.
- 16. februar – Denílson Pereira Neves, brasiliansk fodboldspiller.
- 17. februar – Kevin Rudolf, amerikansk sanger.
- 18. februar – Roberta Vinci, italiensk tennisspiller.
- 19. februar – Morten Hansen, dansk fodboldspiller.
- 20. februar – Silas Holst, dansk sportsdanser.
- 21. februar – Camille-Cathrine Rommedahl, dansk skuespiller.
- 21. februar – Mélanie Laurent, fransk skuespiller.
- 23. februar – Emily Blunt, engelsk skuespiller.
- 23. februar – Frank Hansen, dansk fodboldspiller.
- 23. februar – Ahmed Hossam, egyptisk fodboldspiller.
- 26. februar – Pepe, brasiliansk-portugisisk fodboldspiller.
- 27. februar - Kate Mara, amerikansk skuespillerinde.

### Marts
- 2. marts – Igor Antón, spansk cykelrytter.
- 2. marts – Olivier Bonnaire, fransk cykelrytter.
- 2. marts – Younis Mahmoud, irakisk fodboldspiller.
- 2. marts – Lisandro López, argentinsk fodboldspiller.
- 2. marts – Simon Hammer, dansk håndboldspiller.
- 2. marts - Kim Smith, amerikansk skuespillerinde.
- 3. marts – Cyril Lemoine, fransk cykelrytter.
- 7. marts – Sebastián Viera, uruguayansk fodboldspiller.
- 7. marts – Manucho, angolansk fodboldspiller.
- 8. marts – Yepha, dansk sanger og rapper.
- 9. marts – Morten Green, dansk ishockeyspiller.
- 9. marts – Clint Dempsey, amerikansk fodboldspiller.
- 9. marts – Anders Simonsen, dansk fodboldspiller.
- 10. marts – Carrie Underwood, amerikansk sanger.
- 12. marts – Lena Frier, dansk fodboldspiller.
- 15. marts – Sean Biggerstaff, skotsk skuespiller.
- 16. marts – Nicolas Rousseau, fransk cykelrytter.
- 16. marts – Jared Retkofsky, amerikansk fodboldspiller.
- 17. marts – Raul Meireles, portugisisk fodboldspiller.
- 17. marts – Mathieu Claude, fransk cykelrytter.
- 18. marts – Eldin Karisik, svensk -bosnisk fodboldspiller.
- 18. marts – Stéphanie Cohen-Aloro, fransk tennisspiller.
- 20. marts – Thomas Kahlenberg, dansk fodboldspiller.
- 21. marts - Eskild Hougaard Jefsen, dansk skuespiller.
- 22. marts – Salomon King, ghanesisk-dansk fodboldspiller.
- 23. marts – Sascha Riether, tysk fodboldspiller.
- 23. marts – Jerome Thomas, engelsk fodboldspiller.
- 23. marts – Mathilde Norholt, dansk skuespiller.
- 26. marts – Roman Bednář, tjekkisk fodboldspiller.
- 28. marts – Danny V. Hansen, dansk fodboldspiller.
- 28. marts – Ladji Doucouré, fransk atlet.
- 30. marts – Lasse Ankjær, dansk håndboldspiller.
- 30. marts – Holger Glandorf, tysk håndboldspiller.

### April
- 1. april – Sean Taylor, amerikansk footballspiller (død 2007).
- 1. april – Christian Schulz, tysk fodboldspiller.
- 2. april – Arthur Boka, ivoriansk fodboldspiller.
- 3. april – Ben Foster, engelsk fodboldspiller.
- 6. april – Thomas Fothen, tysk cykelrytter.
- 6. april – Christian Sprenger, tysk håndboldspiller.
- 7. april – Franck Ribéry, fransk fodboldspiller.
- 7. april – Melanie Fiona, canadisk sangerinde.
- 8. april – Rasmus Lind, dansk håndboldspiller.
- 8. april – Rasmus Søes, dansk orienteringsløber.
- 8. april – Signe Søes, dansk orienteringsløber.
- 9. april – Willie Colón, amerikansk footballspiller.
- 9. april – Niklas Forsmoo, svensk håndboldspiller.
- 10. april – Fumiyuki Beppu, japansk cykelrytter.
- 10. april – Hannes Sigurdsson, islandsk fodboldspiller.
- 10. april - Kenneth M. Christensen, dansk skuespiller.
- 11. april – Rick Flens, nederlandsk cykelrytter.
- 12. april – Jelena Dokić, australsk tennisspiller.
- 13. april – Nicole Cooke, britisk cykelrytter.
- 13. april – Philipp Heerwagen, tysk fodboldspiller.
- 15. april – Jesper Hansen, dansk fodboldspiller.
- 15. april – Martin Pedersen, dansk cykelrytter.
- 17. april – Gal Alberman, israelsk fodboldspiller.
- 17. april - Emil Tarding, dansk skuespiller.
- 18. april – François Clerc, fransk fodboldspiller.
- 18. april – Sofian Chahed, tysk fodboldspiller.
- 21. april – Milutin Dragicevic, serbisk håndboldspiller.
- 21. april – Tarvaris Jackson, amerikansk footballspiller.
- 21. april - Anders Albjerg Kristiansen, dansk skuespiller.
- 23. april – Leon Andreasen, dansk fodboldspiller.
- 23. april – Daniela Hantuchová, slovakisk tennisspiller.
- 25. april – Nick Willis, newzealandsk atlet.
- 29. april – Semih Şentürk, tyrkisk fodboldspiller.
- 29. april – Jay Cutler, amerikansk footballspiller.
- 30. april – Olivier Kaisen, belgisk cykelrytter.

### Maj
- 1. maj – Alain Bernard, fransk svømmer.
- 2. maj – Alessandro Diamanti, italiensk fodboldspiller.
- 3. maj – Jonas Kamper, dansk fodboldspiller.
- 3. maj – Romeo Castelen, nederlandsk fodboldspiller.
- 3. maj – Joseph Addai, amerikansk footballspiller.
- 4. maj – Ane Halsboe-Jørgensen, dansk politiker.
- 6. maj – Daniel Alves, brasiliansk fodboldspiller.
- 6. maj – Julien Belgy, fransk cykelrytter.
- 6. maj – Adrianne Palicki, amerikansk skuespiller.
- 8. maj – Bershawn Jackson, amerikansk atlet.
- 9. maj – Gilles Müller, luxembourgsk tennisspiller.
- 11. maj – Holly Valance, australsk skuespillerinde og sanger.
- 11. maj – Martin Sild Hansen, dansk fodboldspiller.
- 11. maj – Matt Leinart, amerikansk footballspiller.
- 11. maj – Martin E. Jensen, dansk fodboldspiller.
- 12. maj – Virginie Razzano, fransk tennisspiller.
- 12. maj – Domhnall Gleeson, irsk skuespiller.
- 13. maj – Yaya Touré, ivoriansk fodboldspiller.
- 13. maj – Heidi Range, engelsk sanger.
- 13. maj – Anita Görbicz, ungarsk håndboldspiller.
- 15. maj – Anders Egholm, dansk fodboldspiller.
- 15. maj – Jon Dekker, amerikansk footballspiller.
- 15. maj – Gibril Sankoh, sierraleonsk fodboldspiller.
- 16. maj – Nancy Ajram, libanesisk sangerinde.
- 17. maj – Reggie Williams, amerikansk footballspiller.
- 18. maj – Vince Young, amerikansk footballspiller.
- 18. maj – Gary O'Neil, engelsk fodboldspiller.
- 22. maj – Kasper Klostergaard, dansk cykelrytter.
- 23. maj – Kevin Stuhr Ellegaard, dansk fodboldspiller.
- 24. maj – Matthew Lloyd, australsk cykelrytter.
- 26. maj – Demy de Zeeuw, nederlandsk fodboldspiller.
- 26. maj – Lene Thomsen, dansk håndboldspiller.
- 27. maj – Magnus Svensson, svensk floorballspiller.
- 31. maj – Carlo Scognamiglio, italiensk cykelrytter.
- 31. maj – Kim Aabech, dansk fodboldspiller.

### Juni
- 1. juni – Moustapha Salifou, togolesisk fodboldspiller.
- 4. juni – Emmanuel Eboué, ivoriansk fodboldspiller.
- 5. juni – Derek Anderson, amerikansk footballspiller.
- 6. juni – Michael Krohn-Dehli, dansk fodboldspiller.
- 6. juni – Kellen Clemens, amerikansk footballspiller.
- 8. juni – Kim Clijsters, belgisk tennisspiller.
- 8. juni – Morten Nordstrand, dansk fodboldspiller.
- 9. juni – Prinsesse Theodora af Grækenland, dansk-græsk prinsesse.
- 9. juni – Sergio García, spansk fodboldspiller.
- 11. juni – Łukasz Pawłowski, polsk roer.
- 11. juni – Abdel Aziz Mahmoud, dansk journalist og tv-vært.
- 13. juni – Lasse Bøchman, dansk cykelrytter.
- 15. juni – Fabien Patanchon, fransk cykelrytter.
- 19. juni – Mark Selby, engelsk snooker- og billardspiller.
- 19. juni – Jason Capizzi, amerikansk footballspiller.
- 19. juni – Henrik Strøbæk, dansk fodboldspiller.
- 22. juni – Mikkel Rask, dansk fodboldspiller.
- 22. juni – Lasse Baunkilde, dansk skuespiller.
- 22. juni – Joe Zewe, amerikansk fodboldspiller.
- 22. juni – Jérémy Roy, fransk cykelrytter.
- 26. juni – Simon Stenspil, dansk sanger og skuespiller.
- 30. juni – Marcus Burghardt, tysk cykelrytter.
- 30. juni – Cheryl Cole, britisk sanger.

### Juli
- 1. juli – Jesper Faurschou, dansk eliteløber.
- 1. juli – Marit Larsen, norsk sangerinde og sangskriver.
- 2. juli – Michelle Branch, amerikansk popsanger.
- 4. juli – Isabeli Fontana, brasiliansk fotomodel.
- 5. juli – Zheng Jie, kinesisk tennisspiller.
- 6. juli – Gregory Smith, amerikansk skuespiller.
- 7. juli – Jakob Poulsen, dansk fodboldspiller.
- 7. juli – Krzysztof Lijewski, polsk håndboldspiller.
- 7. juli – Matt Trannon, amerikansk footballspiller.
- 8. juli – Jon Jönsson, svensk fodboldspiller.
- 11. juli – Elrio van Heerden, sydafrikansk fodboldspiller.
- 13. juli – Liu Xiang, kinesisk atlet.
- 17. juli – Christian Grindheim, norsk fodboldspiller.
- 18. juli – Daniel Navarro, spansk landevejsrytter.
- 18. juli – Jan Schlaudraff, tysk fodboldspiller.
- 20. juli – Kim Lykkeskov, dansk ishockeyspiller.
- 20. juli – Máximo González, argentinsk tennisspiler.
- 21. juli – Eivør Pálsdóttir, færøsk sangerinde og komponist.
- 22. juli – Andreas Steenberg, dansk politiker.
- 22. juli – Dries Devenyns, belgisk cykelrytter.
- 24. juli – Daniele De Rossi, italiensk fodboldspiller.
- 24. juli – Étienne Didot, fransk fodboldspiller.
- 26. juli – Viktoria Lopireva, russisk model og tv-vært.
- 26. juli – Kelly Clark, amerikansk snowboarder.

### August
- 3. august – Marlene Harpsøe, dansk politiker.
- 4. august – Rikke Holm Rasmussen, dansk bowlingspiller.
- 4. august – Greta Gerwig, amerikansk skuespillerinde.
- 5. august – Kaare Bergh, dansk digter.
- 6. august – Annevig Schelde Ebbe, dansk skuespillerinde.
- 6. august – Robin van Persie, nederlandsk fodboldspiller.
- 7. august – Andrij Grivko, ukrainsk cykelrytter.
- 10. august – Mikkel Christoffersen, dansk fodboldspiller.
- 11. august – Chris Hemsworth, australsk skuespiller.
- 12. august – Klaas-Jan Huntelaar, hollandsk fodboldspiller.
- 14. august – Mila Kunis, ukrainsk-amerikansk skuespiller.
- 14. august – Heiko Westermann, tysk fodboldspiller.
- 14. august – Spencer Pratt, amerikansk skuespillerinde.
- 15. august – Jean-Marc Marino, fransk cykelrytter.
- 15. august – Nijas Ørnbak-Fjeldmose, dansk skuespiller.
- 15. august – Atli Danielsen, færøsk fodboldspiller.
- 16. august – Nick Collins, amerikansk footballspiller.
- 17. august – Daniel Köllerer, østrigsk tennisspiller.
- 18. august – Mika, libanesisk sanger.
- 18. august – Kris Boyd, skotsk fodboldspiller.
- 18. august – Grant Mason, amerikansk fodboldspiller.
- 20. august – Elena Polenova, russisk håndboldspiller.
- 20. august – Andrew Garfield, amerikansk skuespiller
- 22. august – Theo Bos, nederlandsk banecykelrytter.
- 23. august – Tony Moll, amerikansk footballspiller.
- 25. august – Eduardo Gonzalo, spansk cykelrytter.
- 25. august – Joaquín Novoa, spansk cykelrytter.
- 25. august – Giovanni Bernaudeau, fransk cykelrytter.
- 26. august – Denni Patschinsky, dansk-tysk fodboldspiller.
- 27. august – Frederik Løchte Nielsen, dansk tennisspiller.
- 27. august – Fredrik Petersen, svensk håndboldspiller.
- 28. august – Nate Washington, amerikansk footballspiller.
- 28. august – Christian Pander, tysk fodboldspiller.
- 31. august – Lasse Svan Hansen, dansk håndboldspiller.
- 31. august – Larry Fitzgerald, amerikansk footballspiller.

### September
- 1. september – Riccardo Riccò, italiensk cykelrytter.
- 2. september – Daniel Udsen, dansk fodboldspiller.
- 2. september – Kamilla Kristensen, dansk håndboldspiller.
- 3. september – Nicky Hunt, engelsk fodboldspiller.
- 5. september – Emil Thorup, dansk radio- og tv-vært.
- 6. september – Søren Bregendal, dansk sanger.
- 6. september – Johanna Wiberg, svensk håndboldspiller.
- 6. september – Dimitri Champion, fransk cykelrytter.
- 7. september – Philip Deignan, irsk cykelrytter.
- 8. september – Diego Benaglio, schweizisk fodboldspiller.
- 10. september – Aaron Kemps, australsk cykelrytter.
- 10. september – Jérémy Toulalan, fransk fodboldspiller.
- 11. september – Sophie Løhde, dansk politiker.
- 11. september – Nicolai Høgh, dansk fodboldspiller.
- 14. september – Amy Winehouse, engelsk sangerinde (død 2011)
- 16. september – Anne Keothavong, engelsk tennisspiller.
- 16. september – Fredrik Lindahl, svensk håndboldspiller.
- 16. september – Brandon McGowan, amerikansk footballspiller.
- 16. september – Niklas, dansk rapper.
- 18. september – Rasmus Würtz, dansk fodboldspiller.
- 20. september – Mia Falkenberg, dansk politiker.
- 20. september – Anthony Smith, amerikansk footballspiller.
- 21. september – Maggie Grace, amerikansk skuespiller.
- 21. september – Greg Jennings, amerikansk footballspiller.
- 21. september – Fernando Cavenaghi, argentinsk fodboldspiller.
- 21. september – Joseph Mazzello, amerikansk skuespiller.
- 22. september – Rasmus Ankersen, dansk coach, forfatter og tidligere fodboldspiller.
- 23. september – Emma Johansson, svensk cykelrytter.
- 24. september – Camilla Stephansen, dansk racerkører.
- 25. september – Donald Glover, amerikansk skuespiller og rapper
- 26. september – František Raboň, tjekkisk cykelrytter.
- 26. september – Ricardo Quaresma, portugisisk fodboldspiller.
- 28. september – Michael Kraus, tysk håndboldspiller.
- 29. september – Camilla Metelmann, dansk skuespiller.
- 30. september – Pacman Jones, amerikansk footballspiller.
- 30. september – Danny Wintjens, nederlandsk fodboldspiller.

### Oktober
- 1. oktober – Mirko Vučinić, montenegrinsk fodboldspiller.
- 1. oktober – Anna Drijver, nederlandsk model og skuespiller.
- 2. oktober – Gerran Walker, amerikansk footballspiller.
- 3. oktober – Johannes Andersen, dansk fodboldspiller.
- 5. oktober – Florian Mayer, tysk tennisspiller.
- 5. oktober – Andreas Ivanschitz, østrigsk fodboldspiller.
- 5. oktober – Jesse Eisenberg, amerikansk skuespiller.
- 9. oktober – Martin Pedersen, dansk fodboldspiller.
- 10. oktober – Maria Sig Møller, dansk atlet.
- 11. oktober – Ruslan Ponomariov, russisk skakmester.
- 12. oktober – Carlton Cole, engelsk fodboldspiller.
- 13. oktober – Gonzalo García-García, spansk fodboldspiller.
- 16. oktober – Loreen, svensk skuespiller og sanger
- 17. oktober – Felicity Jones, engelsk skuespillerinde.
- 17. oktober – Michelle Ang, malaysisk skuespiller.
- 19. oktober – Rebecca Ferguson, svensk skuespiller
- 22. oktober – Peter Niemeyer, tysk fodboldspiller.
- 22. oktober – Cody Boyd, amerikansk fodboldspiller.
- 24. oktober – Mikkel Beckmann, dansk fodboldspiller.
- 24. oktober – Jakob Engel Schmidt, dansk ungdomspolitiker.
- 25. oktober – Mathias Klenske, dansk dubber og skuespiller.
- 26. oktober – Paul Martens, tysk cykelrytter.
- 26. oktober – Anne Vang, dansk borgmester.
- 29. oktober – Jérémy Mathieu, fransk fodboldspiller.
- 30. oktober – Trent Edwards, amerikansk footballspiller.

### November
- 1. november – Václav Svěrkoš, tjekkisk fodboldspiller.
- 5. november – Mike Hanke, tysk fodboldspiller.
- 9. november – Christian Olsen, dansk fodboldspiller.
- 11. november – Matteo Bono, italiensk cykelrytter.
- 11. november – Philipp Lahm, tysk fodboldspiller.
- 13. november – Hubert Dupont, fransk cykelrytter.
- 14. november – Matthias Russ, tysk cykelrytter.
- 14. november – Dennis Flinta, dansk fodboldspiller.
- 14. november – Lil Boosie, amerikansk rapper.
- 15. november – Fernando Verdasco, spansk tennisspiller.
- 15. november – Imanol Erviti, spansk cykelrytter.
- 15. november – John Heitinga, nederlandsk fodboldspiller.
- 17. november – Christopher Paolini, amerikansk fantasyforfatter.
- 17. november – Harry Lloyd, engelsk tv-skuespiller.
- 17. november – Jérémie Aliadière, fransk fodboldspiller.
- 17. november - Christian Lund, dansk skuespiller, stemmeskuespiller og dubber.
- 18. november – Michael Dawson, engelsk fodboldspiller.
- 18. november – Jon Johansen, norsk computerprogrammør.
- 19. november – Adam Driver, amerikansk skuespiller.
- 22. november – Tyler Hilton, amerikansk sanger.
- 23. november – Kamilla Rytter Juhl, dansk badmintonspiller
- 24. november – Dean Ashton, engelsk fodboldspiller.
- 24. november – Luis León Sánchez, spansk cykelrytter.
- 24. november – Matt Spaeth, amerikansk footballspiller.
- 28. november – Nelson Valdez, paraguayansk fodboldspiller.
- 29. november – Yauheni Hutarovich, hviderussisk cykelrytter.

### December
- 1. december – Anthony Trucks, amerikansk footballspiller.
- 2. december – Aaron Rodgers, amerikansk footballspiller.
- 2. december – Michael Wesley-Smith, newzealandsk skuespiller.
- 15. december – Jevgenij Sladkov, kasakhisk cykelrytter.
- 15. december – René Goguen, fransk-canadisk fribryder.
- 16. december – Dominik Klein, tysk håndboldspiller.
- 16. december – Francesco Failli, fransk landevejsrytter.
- 18. december – Janez Brajkovič, slovensk cykelrytter.
- 18. december – Ron Kenley, irsk racerkører.
- 20. december – Jonah Hill, amerikansk skuespiller.
- 21. december – Niels Scheuneman, nederlandsk cykelrytter.
- 21. december – Steven Yeun, sydkoreansk-amerikansk skuespiller.
- 23. december – Michael Chopra, engelsk fodboldspiller.
- 28. december – Peter Svensson, dansk håndboldspiller.
- 28. december – Sinorice Moss, amerikansk footballspiller.
- 31. december – Colin Heath, engelsk fodboldspiller.

## Sport
- 22. januar - Björn Borg bekendtgør sit stop fra tennis som kun 27-årig efter en karriere, der blandt andet har omfattet fem Wimbledon-sejre i træk
- 30. januar – Super Bowl XVII Washington Redskins (27) besejrer Miami Dolphins (17)
- 21. september - i en historisk kamp, vinder Danmark 1-0 over England på Wembley, på straffe af Allan Simonsen
- 12. oktober - i en EM kvalifikationskamp mod Luxembourg i Idrætsparken vinder Danmarks fodboldlandshold 6-0. Målene blev scoret af Michael Laudrup (3), og Preben Elkjær (2), og Allan Simonsen.
- 16. november – Med mål af Preben Elkjær og Allan Simonsen besejrer Danmarks fodboldlandshold Grækenland 2-0 i Athen og kvalificerer sig derved til EM 1984.
- Ryder Cup, golf – USA 14½-Europa 13½
- Odense Boldklub bliver danske pokalmestre i fodbold

## Film
- 22. januar - Steven Spielberg-filmen E.T. bliver historiens til dato bedst sælgende film, da den passerer 194 millioner $ i indtægter fra videosalg på blot et år

## Musik
- 23. april – Luxembourg vinder årets udgave af Eurovision Song Contest, som blev afholdt i München, Vesttyskland, med sangen "Si la vie est cadeau" af Corinne Hermes. Dette var første gang, at konkurrencen blev vist i Australien

- Shu-bi-dua udsender deres tiende album, Shu-bi-dua 10.
- Gry Johansen vinder Dansk Melodi Grand Prix med nummeret "Kloden drejer" og gør sig bemærket med sit karakteristiske rejehop.
- Første Grøn Koncert.
- Metallica udgiver sit debutalbum Kill 'Em All.
- Dave Mustaine bliver smidt ud af Metallica og laver sit eget metal-band Megadeth.
- Iron Maiden udgiver albummet Piece of Mind – trommeslageren Clive Burr er blevet syg og erstattet af Nicko McBrain.
- Musikmagasinet GAFFA udsender sit første nummer i september

## Nobelprisen
- Fysik – Subrahmanyan Chandrasekhar, William Alfred Fowler
- Kemi – Henry Taube
- Medicin – Barbara McClintock
- Litteratur – William Golding
- Fred – Lech Wałęsa
- Økonomi – Gerard Debreu

## Bøger
- Tilværelsens ulidelige lethed – Milan Kundera